# ویستارا
ویستارا (به انگلیسی: Vistara) یک شرکت هواپیمایی با کد یاتا UK است که در تاریخ ۲۰۱۳ میلادی تأسیس شده و در تاریخ ۹ ژانویه ۲۰۱۵ فعالیتش را آغاز کرده‌است.
دفتر مرکزی ویستارا در گورگان، هند واقع شده‌است و قطب این شرکت هواپیمایی در فرودگاه بین‌المللی ایندیرا گاندی قرار دارد و به ۱۱ مقصد، پرواز مستقیم انجام می‌دهد.

## مقصدهای پروازی
مقصدهای پروازی ویستارا به شرح زیر است (مارس ۲۰۱۶):